# Фальк, Жанна
Жанна Фальк (швед. Jeanna Falk; 15 августа 1901, Стокгольм — 16 июля 1980, там же) — шведская танцовщица, хореограф и преподаватель танца. Внесла большой вклад в развитие танца модерн в Швеции.

## Биография
Жанна Фальк родилась в 1901 году. Её отец, Фердинанд Фальк, был кантором в одной из еврейских общин Стокгольма, а мать, Ида Розенбергер-Фальк, — певицей. Жанна и её старшая сестра Габо посещали школу танца Анны Беле (Anna Behle’s Plastikinstitut). В 1920 году Жанна отправилась учиться к Эмилю Жаку-Далькрозу в Хеллерау, где ранее училась Габо. Впоследствии, по настоянию матери, она перешла в школу Мэри Вигман, где в то время учились Грет Палукка, Харальд Кройцберг и Ханья Хольм. Там она училась три года, причём когда Вигман уезжала с труппой на гастроли, её замещала Жанна.
В 1924 году Жанна Фальк вернулась в Стокгольм и открыла собственную школу танца и сценического движения. В том же году она дебютировала с собственной танцевальной программой. Школа Жанны Фальк была первой в Швеции, где преподавание велось по методике Вигман. В числе учеников были как дети, так и взрослые и даже пожилые люди. Кроме того, в школе проводились трёхлетние курсы для танцовщиков, учителей танца и хореографов, которые посещали, в числе прочих, Биргит Кульберг, Агнета Прютц и Инге Сёдерстен. Для профессионалов, в числе прочего, была предусмотрена программа экспрессионистского танца и импровизации. Летом 1935 года Жанна Фальк, вместе со своими лучшими ученицами — Биргит Кульберг, Барбро Тиль и Уллой Сёдербаум — отправились в Англию к Курту Йоссу. Воспитанницы Жанны Фальк произвели на него большое впечатление, и он принял их в свою труппу, в которой Улла Сёдербаум впоследствии стала ведущей танцовщицей.
В 1933 году Жанна Фальк вышла замуж за офицера воздушных сил Бьорна Бьюггрена. Она продолжала выступать на сцене, как в качестве солистки, так и в составе своей труппы, вплоть до 1940 года. С 1926 по 1934 год она преподавала в школе при Королевском драматическом театре и давала частные уроки, в том числе Грете Гарбо и Ингмару Бергману. Уйдя из Драматического театра в 1934 году, она начала преподавать в школе при Королевской опере. В 1950-х годах она жила с мужем в Гётеборге и работала хореографом в двух городских театрах.
Жанна Фальк умерла в 1980 году.